# Shane Walsh
Shane Walsh és un personatge de la sèrie de televisió AMC The Walking Dead i un personatge de dibuixos animats de The Walking Dead. A la sèrie de televisió és interpretat per Jon Bernthal. Juntament amb el protagonista i antagonista de les dues primeres temporades de The Walking Dead, encarna l'esperit d’indecisió, amor morbós i agressivitat.

## Biografia del personatge

### còmics
Shane és un agent de policia a Cynthiana, Kentucky, i és el millor amic del xèrif adjunt de la ciutat, Rick Grimes. En una baralla amb delinqüents, Rick és ferit i entra en coma. Quan els morts comencen a ressuscitar, Shane acompanya la Lori, la dona d'en Rick, i el seu fill, Carl, a Atlanta, on es diu que el govern ha establert una zona de seguretat. Més tard, Shane, Lori i Carl formen part d'un grup de supervivents que s'han instal·lat en un campament fora de la ciutat, ja que es revela que estan completament infestats de zombis. Malgrat això, en Shane encara està decidit a mantenir-se a prop de la ciutat, ja que tard o d'hora l'ajuda i l'exèrcit arribarà. Durant aquest temps, Shane té un breu romanç amb la Lori, que creu que el seu marit ja ha mort.
Al principi Shane sembla feliç quan veu en Rick arribar al grup, però un dels companys avisa en Rick tan bon punt torna que no està gens feliç, ja que s'havia enamorat de la Lori. De fet, a poc a poc, en Shane es torna cada vegada més gelós de Rick i Lori, de nou junts. Al final, la Lori rebutja bruscament les efusions de Shane i li diu que la seva breu història s'ha de considerar definitivament tancada ara que en Rick ha tornat. La Lori admet obertament que la seva relació va ser un gran error, deixant a Shane ferit. La situació al camp no millora. Shane comença a mostrar-se cada cop més arrogant i sensible, per les coses més petites. En Rick li agradaria marxar i fins i tot els altres del campament creuen que és millor fugir, però en Shane es manté ferm, insistint que l'ajuda arribarà aviat. Per això, una nit zombis ataquen el campament i alguns perden la vida. Rick acusarà Shane del que va passar, però Shane amb arrogant no es fa responsable. Finalment esclata la baralla entre tots dos: encegat per la ira, en Shane li colpeja un cop de puny en Rick i la Lori li rasca a la cara, ordenant-li que es mantingui allunyat del seu marit. Ara tothom al campament comença a témer en Shane, i el considera perillós. Enfurismat, Shane s'allunya del grup. Rick el segueix per intentar calmar-lo. En Shane ara fora de control, declara que es va quedar sol i que el món en què es troben li ho va treure tot, i la Lori era l'únic que tenia i que estava segur que al final, ella aniria a ell. Shane finalment intenta matar en Rick, declarant que no hauria d'haver sobreviscut i que ja no pot viure sense la Lori. Carl arriba a l'escena just a temps, i abans que Shane dispari a Rick, treu la seva arma i li clava a Shane al coll, ferint-lo mortalment. Enterrat el cos, el grup finalment marxa, la Lori escopint a la tomba de Shane plena de menyspreu. Un cop a les presons, Rick descobreix que fins i tot aquells que no han estat mossegats per un zombi encara tornen a la vida com un d'ells, agafa la bicicleta i torna al lloc on Shane va ser enterrat. Excavant la tomba, deixa sortir l'ara no mort Shane. Rick davant Shane, admet que quan es va assabentar que tornaria com a zombi va haver de tornar-hi, admetent amb el seu examic que alguna vegada va ser una persona bona i desinteressada, i no entén com es va convertir en tal monstre. Rick dispara a Shane al cap mentre declara despectivament que no tenia intenció d'enterrar-lo per segona vegada.

### Sèrie de televisió
Shane va néixer el 1973 i durant la seva infància va créixer al costat del seu millor amic Rick Grimes a Geòrgia, on els dos van desenvolupar un fort vincle fins al punt que la parella va arribar a considerar-se com a "germans".

#### Primera temporada
Durant una persecució, Rick és disparat a l'espatlla per un criminal i entra en coma. Shane va a l'escola primària de King poc després de l'accident per donar la notícia a Lori Grimes i Carl Grimes, l'esposa i el fill de Rick, respectivament. Pocs dies després, visita el seu millor amic, portant-li flors. Quan comença la infecció, Shane viatja a l’hospital on el seu company d’aventures encara està en coma. Sense saber portar-lo i sense sentir els batecs del cor, el barricada a l'habitació de l'hospital, posant una llitera davant la porta per no deixar entrar els vagabunds a l'habitació, que ja havien envaït l'hospital. Shane, Lori i Carl fugen de la ciutat i arriben, junt amb molts altres homes, a la interestatal 81, quan descobreixen que la ciutat està ara perduda: els militars deixen caure Napalm als carrers d’Atalanta. Més tard, el trio coneix altres supervivents i es dirigeixen a un campament fora de la ciutat, fundant un grup real, anomenat "Atlanta Group". Aquí, pensant que el seu amic Rick ha mort, entra en una relació romàntica amb Lori i comença a sentir un amor patern per Carl. Aquesta mena d’idea familiar que ha sorgit és destruïda pel retorn de Rick, que aconsegueix trobar la seva família i el seu millor amic. Però l’amor morbós per Lori soscava les relacions amb Rick encara que no sigui explícitament. De fet, Shane té la idea de disparar-li Rick al cap, però l’abandona immediatament. A mesura que passen el temps i els dies, Shane intenta oblidar Lori per la forta amistat i el gran respecte que té cap al seu company, però aquesta indecisió constant el porta a tenir moments de bogeria, com quan Shane, al Centre de Control de Malalties d’Atlanta., borratxo, intenta violar Lori, però ella, fidel al seu marit, es nega, donant-li una ratllada a la part posterior del coll.

#### Segona temporada
A la segona temporada, el grup de supervivents liderat per Rick, que va abandonar definitivament Atlanta perquè estan insegurs, arriba a la carretera interestatal 81 a la recerca d'un lloc segur, però es troba amb un ramat de caminants que en aquell moment creuaven la carretera interestatal per traslladar-se a altres. llocs. En aquesta ocasió la petita Sophia (filla de Carol Peletier, membre del grup) es perd. Així que el grup comença a buscar-la, fent una parada a una església, mentre que Shane, Rick i Carl continuen la seva recerca. Mentre Shane considera la possibilitat d'abandonar el grup, Carl és atropellat per una bala disparada per un caçador anomenat Otis, que en adonar-se de l'error comès, dirigeix el grup a la granja d'Hershel, un amic seu, antic veterinari. apòsits. A falta d’un tractament mèdic eficaç, Shane i Otis es van oferir voluntaris per trobar medicaments situats en un campament militar proper, ja que l’hospital estava infestat de vagabunds. Els dos, demostrant ser estrategs hàbils, aconsegueixen evitar la horda de zombis que infesten el camp i prendre possessió del kit mèdic, però més tard Shane i Otis són arraconats pels zombies. Això obliga a Shane a disparar a Otis i fer-lo devorar pels zombis perquè ell mateix pugui escapar indemne i salvar Carl. De tornada a la granja d'Hershel, Shane menteix: diu que Otis es va sacrificar per salvar el nen i que li perdonessin l'error que va cometre. Sentint-se canviat, Shane es rapa el cabell i degenera a partir d’ara, devorat per la culpa i impregnat de la bogeria. A més, decideix ser més autoritari i més dur que Rick, a qui comença a envejar. Pocs dies després de la recuperació de Carl, Shane dona classes a una classe per aprendre a disparar. L'Andrea, una dona del grup, li confia que vol marxar amb ell, però Shane, conscient que encara no està preparada, decideix instruir-la en privat, cosa que donarà lloc a una història d'amor, arribada a l'altura per un relació sexual després, un exercici. Mentrestant, a la granja resulta que el graner dels Verds està ple de caminants perquè Hershel creu que els caminants encara són gent. Tenint en compte el perillós lloc ara, Shane no escolta les ordres de Rick i, després de deixar clar a Herschel que els caminants ja no són persones, mata els zombis un a un al graner. Al seu interior es troba Sophia, transformada. Shane també comença a barallar-se amb Dale, un home savi i gran, molt proper a Andrea. Dale afirma que Shane és un home dolent, agressiu i perillós, per la qual cosa adverteix repetidament a Andrea que es mantingui lluny d’ell. Shane té una altra discussió amb Rick, ja que Rick ha portat un noi, Randall Culver, de la ciutat, que forma part d'una banda rival al seu grup. Poc després, els dos es van oferir voluntaris per alliberar-lo, portant-lo a quilòmetres de distància. Rick aprofita el viatge per parlar amb Shane i dir-li que Lori li havia explicat la seva relació anterior i va afegir que s'estava convertint en "perillós". Mentre alliberen Randall, els dos s’adonen que el noi sap on és la granja i que, per tant, podria dir-ho als seus companys. Shane proposa matar-lo immediatament per no assumir riscos innecessaris i addicionals, però Rick no està d'acord i creu que s'hauria de tornar a la granja. Així sorgeix una discussió entre els dos ex-alguacils, que aviat condueix a una baralla. Els lluitadors fan soroll i es mostren als zombies, fent que fugin amb Randall. Com que no volen posar en perill el grup, Shane i Rick decideixen matar Randall amb una execució, però Dale no hi està d'acord: es fa una votació per decidir el seu destí i guanya el que recolzen els dos líders del grup. Carl, el fill de Rick, arriba al seu pare i li ordena que dispari i, per tant, espanta al seu pare, que decideix ajornar l'execució, deixant a Shane profundament molest. Mentrestant, Dale, que no vol veure l'execució, se'n va i és atacat per un zombi que ha entrat a la granja i ha matat. Poc temps després, Shane, decebut per Rick i ara boig, allibera Randall i el condueix al bosc, només per matar-lo. Shane atrau Rick a un lloc aïllat per matar-lo. L’amic, veient un Shane ara canviat i irrecuperable, es defensa tirant-li una punyalada al cor. Aquesta acció marcarà efectivament la seva mort enmig dels crits de desesperació de Rick. Pocs minuts després, l'amic ja mort reneix com a zombi i intenta mossegar Rick per darrere, però és derrocat per un incrèdul Carl, que marca definitivament el final d'aquest personatge.

#### Tercera temporada
Malgrat la mort, Shane reapareix en el vuitè episodi de la tercera temporada, brandant un rifle d'una manera amenaçadora. Això farà que Rick dubti i això provocarà la mort d'Oscar (ex reclus). Immediatament després, Rick el dispararà al front, adonant-se que això era el resultat d'una al·lucinació i que l'home estirat a terra era un paramilitar de Woodbury.

#### Novena temporada
Shane reapareix en el cinquè episodi de la novena temporada, juntament amb altres vells amics que van morir al llarg de la sèrie, com a conseqüència d'una al·lucinació de Rick, greument ferit i perseguit per una horda de caminants. El protagonista s'imagina una conversa amb el seu amic, que l'incita a treure les seves últimes forces i salvar-se, com ha fet tantes vegades en el passat.

## Development
Shane Walsh va ser creat per Robert Kirkman i Tony Moore, l'escriptor i artista original de la sèrie de còmics The Walking Dead. El personatge va aparèixer per primera vegada al primer número de la sèrie de còmics a l'octubre del 2003, però va ser ampliat en el programa de televisió adaptat dels còmics el 2010. Com a resultat, Shane viu molt més temps en la cronologia de la història del programa. del que fa als còmics. Kirkman va descriure la versió de còmic del personatge de Shane com un curt i ràpid arc "wham, bam, gràcies senyora" en comparació amb el del seu homòleg de la sèrie de televisió. Kirkman va dir que preferia la versió de Shane de l'espectacle i que les diferències entre les dues versions del personatge il·lustren la capacitat d'explorar i evolucionar elements del còmic de diferents maneres al programa.
Jon Bernthal va interpretar a Shane a la sèrie de televisió, marcant el paper més destacat de l'actor fins a aquesta data. Bernthal i Andrew Lincoln, que finalment va ser elegit com a protagonista Rick Grimes, van fer una audició per al programa junts i van ser els primers elegits per al repartiment habitual. El creador de la sèrie, Frank Darabont, originalment tenia una audició de tots els actors pel paper de Rick, inclòs Bernthal, i després va tornar als actors sota una estreta consideració per provar Shane i altres papers. Bernthal, però, va voler retratar la part de Shane des de ben aviat i va lluitar per la part, tot i saber que el personatge moriria al començament de la sèrie.
Robert Kirkman va dir que la mort de Shane estava prevista per a l'adaptació de la sèrie de televisió "abans que es rodés el primer episodi de la primera temporada". "Frank Darabont havia planejat fer-ho al final de la primera temporada abans de saber que la primera temporada anava a ser de sis episodis. Una vegada que el programa va rebre una ordre de sis episodis, es va decidir que celebraríem la mort de Shane per a la segona temporada. Però des del primer dia de la planificació de la segona temporada es va definir que Shane seria patint la galleda al final d'aquesta temporada ". Bernthal va dir que li agradava fer un paper que sabia que acabaria aviat perquè li permetia crear un arc complet de la història de principi a fi i" mostrar realment els colors "del personatge.
Bernthal es va apropar molt a Darabont i va expressar públicament la seva decepció quan Darabont va ser forçat a sortir de la sèrie. Això va conduir a l'especulació que Bernthal va demanar que es retirés de la sèrie a causa de la marxa de Darabont, però Bernthal va afirmar que no era així. Kirkman va dir que li encantava l'actuació de Bernthal com a Shane i odiava veure-ho deixar la sèrie, però considerava que era necessari per a la història. De la mateixa manera, Bernthal va estar d'acord amb aquesta direcció per al personatge i va dir que veia el seu paper com "ser un soldat de la història". La mort de Shane a mans de Rick va ser l'última escena filmada per Bernthal per a l'espectacle. El rodatge va durar tota la nit fins a la sortida del sol, i tot el repartiment va assistir per respecte a Bernthal, inclòs Jeffrey DeMunn, que en aquell moment ja havia abandonat la sèrie i va volar específicament per anar-hi.
Bernthal no es va adonar fins molt tard al rodatge que es representaria a si mateix com un zombi i va dir que tenia dificultats per veure a causa de les lents de contacte que li posaven. Va intentar convèncer el director executiu Greg Nicotero, perquè li permetés dir la paraula "Rick" com a zombi, que marcaria l'única vegada que un zombi va parlar al programa, però la petició va ser denegada. En sortir de The Walking Dead, Bernthal va ser escollit com a Joe Teague a Mob City, una sèrie de drames de televisió que Darabont va començar a desenvolupar per a TNT sobre el crim a Los Angeles als anys quaranta i cinquanta. Bernthal més tard va tornar a filmar un breu cameo en l'episodi de la tercera temporada "Made to Suffer", en què Rick al·lucina que veu a Shane viu. Bernthal acabava de filmar el seu paper a la pel·lícula de Martin Scorsese The Wolf of Wall Street quan va tornar a l'escena. The Walking Dead va treballar amb èxit per mantenir secreta la reaparició de Shane fins que es va emetre l'episodi. La mort de Shane va ser filtrada accidentalment per la botiga de televisió AMC l'1 de març de 2012 en materials promocionals per al plató Blu-ray de la temporada 2.
En revisar la mort de Shane, The Atlantic va escriure: "Amb Shane fora de la imatge als còmics, Otis no mor fins a un atac de zombis que passa molts números més tard. I 94 números de la sèrie, Sophia segueix sent forta. (Vist en aquest sentit, la sèrie de televisió és una mena de versió Bizarro-World de It's a Wonderful Life for Shane: Quantes vides eren pitjors perquè vivia?)."
Glen Mazzara va explicar per què Shane es va convertir en un caminador de "Better Angels" molt més ràpid que Amy, i per què es va girar tot i no haver rebut una mica: "Vam treballar molt per assegurar-nos que la revelació arribés. Sabíem què fèiem allà. Sabíem que Mai hauríem aconseguit que un personatge principal es convertís en zombi fins a aquest punt. Aquests [ràpids flash de caos zombi] representen la tempesta al cervell de Shane fins a cert punt ... Amy era un personatge més feble. ràbia assassina ... es reanimarà més ràpidament. Només hi ha més vida en aquest zombi, ho creguem o no. Tenim regles internes per a això ".
Al Comic-Con d'Emerald City de 2012 amb un panell amb Jon Bernthal i Laurie Holden, Bernthal va revelar quina hauria estat la seva versió de la mort de Shane. El final hauria estat el mateix fins al moment en què Shane i Rick entren a la clariana mentre buscaven Randall. Rick hauria preguntat per què s’aturen al camp perquè necessiten trobar el seu presoner, a la qual Shane hauria confessat que havia matat Randall, una feina que Rick hauria d’haver fet ell mateix. Aleshores, Shane hauria tirat de la seva pistola contra Rick, donant lloc a un diàleg similar entre els dos homes com en l'episodi final, amb el segon canvi que Shane hauria admès que era allà per matar Rick. Rick hauria tingut un diàleg similar al de l'episodi preguntant-li per què ho feia, ja que pensava que van resoldre els seus problemes a "18 Miles Out". Rick hauria llençat l'arma, en lloc de mantenir-la en una posició no confrontada, insistint que Shane hauria de matar un home desarmat. Aleshores, Shane hauria carregat contra Rick i posar la seva arma al rostre de Ricks utilitzant els mateixos insults que en l'episodi final sobre Carl i Lori, però afegint un nou insult com "Vaig tastar la teva dona". Rick hauria mort a cops de puny a Shane com en l'episodi final, mantenint el mateix diàleg que en l'episodi dient a Shane que era culpa seva que el matessin, no pas el seu. Si Shane tornés com a zombi, Rick (després d'haver llançat la pistola) hauria agafat l'arma de Shane per disparar-lo. Quan intentava prémer el gallet, Rick es va adonar que Shane mai no posava cap munició a la seva arma, i que devia portar Rick allà perquè el matés, obligant Rick a ser finalment com Shane. Carl hauria aparegut i matat a Shane zombificat, de manera similar a l'episodi final.
Noel Murray, de Rolling Stone, va classificar a Shane Walsh en la 16a posició en una llista de 30 millors personatges de Walking Dead, dient: "Infeliç de ser usurpat, Shane (interpretat pel mateix Punisher de Daredevil, Jon Bernthal) va minar el seu amic a cada pas, convertint-se en el primer en curs Personatge de TWD per insistir que l'única manera de fer-ho en aquest nou món és deixar enrere tots els escrúpols i sentiment. I estimar-lo o odiar-lo, el seu retorn com a caminant continua sent un dels moments més memorables de la sèrie".